# فرود ظفری
فرود ظفری (زاده ۱۲ تیر ۱۳۷۲ - نهاوند) ووشوکار اهل ایران است.
از افتخارات وی می‌توان به کسب مدال نقره ۶۵ کیلوگرم ساندا در بازی‌های آسیایی ۲۰۱۸ و مدال طلای وزن ۶۵ کیلوگرم بازی‌های همبستگی اسلامی ۲۰۱۷ اشاره کرد.فرود ظفری
قهرمان و مربی برجسته ورزش‌های رزمی (ووشو)
فرود ظفری از چهره‌های شاخص ورزش ووشو در ایران است که با سال‌ها تلاش، پشتکار و درخشش در میادین داخلی و بین‌المللی، نام خود را در فهرست قهرمانان برتر کشور ثبت کرده است. او در وزن ۶۵ کیلوگرم به عنوان یکی از بهترین و موفق‌ترین ورزشکاران ایران شناخته می‌شود.
از کودکی تحت هدایت و مربی‌گری استاد گرانقدر احمد اسدی پرورش یافته و مسیر قهرمانی را با راهنمایی‌های ایشان پیموده است.
افتخارات ورزشی:
مدال طلای مسابقات المپیک کشورهای اسلامی – باکو، آذربایجان
مدال طلای مسابقات جام جهانی
چهار دوره قهرمان و نایب‌قهرمان مسابقات بین‌المللی جام پارس
مدال طلای مسابقات بین‌المللی صلح و دوستی
مدال طلای مسابقات بین‌المللی باشگاه‌های پارس جنوبی – ارمنستان
مسئولیت‌ها و سوابق حرفه‌ای:
بهترین بازیکن وزن ۶۵ کیلوگرم ووشوی ایران
عضو تیم لیگ برتر باشگاه پارس جنوبی
مدیر فنی تیم لیگ برتر پارس جنوبی
فرود ظفری با تکیه بر تلاش بی‌وقفه، انضباط فردی و روحیه ورزشکاری، نه تنها به عنوان یک ورزشکار افتخارآفرین بلکه به عنوان مربی و الگوی نسل جوان در ووشو شناخته می‌شود.
- ظفری[پیوند مرده] در وبگاه بازی‌های آسیایی ۲۰۱۸
- مدال نقره برای فرود ظفری وبگاه خبرگزاری صدا و سیمای ایران

1. ↑  یادکرد خالی (کمک)